# إيلدوارا مينيديس
إيلدوارا مينيديس (توفى 1058) كانت كونتيسة البرتغال باشتراك مع زوجها نونو الأول ألفيتيز ابن ألفيتو نونس من عائلة ڤيمارا بيريز, هي أبنة الكونت مينيدو غونزاليس ابن دوق العظيم غونزالو مينيديس ابن الكونت هرمنغيلدو غونزاليس و الكونتيسة مومدونا دياس أبنة ديوغو فرينادينز, ووالدته هي الكونتيسة تودا التي شاركت حكمها مع الكونت ألفيتو نونس بعد وفاة زوجها عام 1008, وكان لها عدد من الأخوة منهم الملكة إلبيرة مينيديس زوجة ألفونسو الخامس ملك ليون ووالدة سانشا الليونية زوجة فرناندو الأول ملك ليون وقشتالة و برمودو الثالث ملك ليون أخر ملوك من هذه الأسرة.
| سبقه ألفيتو نونس | كونت البرتغال 1015 - 1058 مع نونو ألفيتيز حتى عام 1028 | تبعه مينيدو نونس |